# Iris brandzae
Iris brandzae là một loài thực vật có hoa trong họ Diên vĩ. Loài này được Prod. miêu tả khoa học đầu tiên.